# زوجات ستيبفورد
زوجات ستيبفورد هو فيلم كوميدي، رعب وخيال تم إنتاجه في الولايات المتحدة وصدر في سنة 2004. الفيلم من إخراج فرانك أوز من بطولة نيكول كيدمان وماثيو برودريك وبيت ميدلر وكريستوفر واكن وروجر بارت.

## القصة
تدور أحداث الفيلم حول زوجان غير متفاهمان هما جوانا «نيكول كيدمان» ووالتر «ماثيو بروديريك» ويعملان في إحدى الشبكات التلفزيونية، حيث أن جوانا تعمل في منصب مرموق في المحطة، بينما يشغل والتر الأعمال الإدارية المتوسطة. تصاب جوانا بانهيار عصبي نتيجة الضغوط في العمل وتقدم استقالتها.

## الميزانية والإيرادات
بلغت تكلفة إنتاج الفيلم حوالي 90 مليون دولار بينما حقق إيرادات تقدر بـ 102001626دولار.

## وصلات خارجية
- زوجات ستيبفورد على موقع IMDb (الإنجليزية)
- زوجات ستيبفورد على موقع ميتاكريتيك (الإنجليزية)
- زوجات ستيبفورد على موقع روتن توميتوز (الإنجليزية)
- زوجات ستيبفورد على موقع نتفليكس (الإنجليزية)
- زوجات ستيبفورد على موقع قاعدة بيانات الأفلام العربية
- زوجات ستيبفورد على موقع ألو سيني (الفرنسية)
- زوجات ستيبفورد على موقع Turner Classic Movies (الإنجليزية)
- زوجات ستيبفورد على موقع أول موفي (الإنجليزية)
- زوجات ستيبفورد على موقع بوكس أوفيس موجو (الإنجليزية)
- زوجات ستيبفورد على موقع فيلمافينيتي (الإسبانية)